# 三浦ジンボスティーブン
三浦 ジンボ スティーブン（みうら ジンボ スティーブン、2003年1月1日 - ）は、日本とカメルーンのサッカー選手、YouTuber。ポジションはミッドフィールダー、フォワード。

## 経歴

### OFKニクシッチ
2022年9月28日のドルガ・ツルノゴルスカ・フドバルスカ・リーガ、OFKムラドスト・ドニャ・ゴリツァ戦に出場しトップチームデビューを果たした。